# Cercepiccola
Cercepiccola ist eine Gemeinde (comune) in der italienischen Provinz Campobasso in der Region Molise und hat 640 Einwohner (Stand 31. Dezember 2023). Die Gemeinde liegt etwa elf Kilometer südlich von Campobasso. Im Südwesten der Gemeinde fließt der Tammaro.
Die Gemeinde ist Geburtsort des Erzbischofs und Diplomaten Armando Lombardi.